# Highwood (circonscription électorale)
Pour les articles homonymes, voir Highwood.
Circonscription électorale provinciale du Canada
Highwood (auparavant Okotoks-High River) est une circonscription électorale provinciale de l'Alberta (Canada), située au sud de Calgary. Elle comprend les villes de Okotoks et High River.
La circonscription a été le siège de l'ancien premier ministre de l'Alberta William Aberhart de 1935 à 1940, et Danielle Smith pendant son mandat à la tête du Parti Wildrose. 
Son député actuel est RJ Sigurdson du Parti conservateur uni.

## Liste des députés
| Années             | Années             | Député                | Parti politique           |
| Okotoks-High River | Okotoks-High River | Okotoks-High River    | Okotoks-High River        |
| ------------------ | ------------------ | --------------------- | ------------------------- |
|                    | 1930 - 1935        | George Hoadley        | United Farmers            |
|                    | 1935               | William Morrison      | Créditiste                |
|                    | 1935 - 1940        | William Aberhart      | Créditiste                |
|                    | 1940 - 1944        | John Broomfield       | Créditiste                |
|                    | 1944 - 1948        | Ivan Casey            | Créditiste                |
|                    | 1948 - 1952        | Ivan Casey            | Créditiste                |
|                    | 1952 - 1955        | Ivan Casey            | Créditiste                |
|                    | 1955 - 1959        | Ross Ellis            | Indépendant               |
|                    | 1959 - 1963        | Ernest George Hansell | Créditiste                |
|                    | 1963 - 1967        | Edward Benoit         | Créditiste                |
|                    | 1967 - 1971        | Edward Benoit         | Créditiste                |
| Highwood           |                    |                       |                           |
|                    | 1971 - 1975        | Edward Benoit         | Créditiste                |
|                    | 1975 - 1979        | Geroge Wolstenholme   | Progressiste-Conservateur |
|                    | 1979 - 1982        | Geroge Wolstenholme   | Progressiste-Conservateur |
|                    | 1982 - 1986        | Harry Alger           | Progressiste-Conservateur |
|                    | 1986 - 1989        | Harry Alger           | Progressiste-Conservateur |
|                    | 1989 - 1993        | Don Tannas            | Progressiste-Conservateur |
|                    | 1993 - 1997        | Don Tannas            | Progressiste-Conservateur |
|                    | 1997 - 2001        | Don Tannas            | Progressiste-Conservateur |
|                    | 2001 - 2004        | Don Tannas            | Progressiste-Conservateur |
|                    | 2004 - 2008        | George Groeneveld     | Progressiste-Conservateur |
|                    | 2008 - 2012        | George Groeneveld     | Progressiste-Conservateur |
|                    | 2012 - 2014        | Danielle Smith        | Wildrose                  |
|                    | 2014 - 2015        | Danielle Smith        | Progressiste-Conservateur |
|                    | 2015 - 2017        | Wayne Anderson        | Wildrose                  |
|                    | 2017 - 2019        | Wayne Anderson        | Conservateur uni          |
|                    | 2019 - 2023        | RJ Sigurdson          | Conservateur uni          |
|                    | 2023 - en cours    | RJ Sigurdson          | Conservateur uni          |